# Tolhuis Niemandsvriend
Het Tolhuis Niemandsvriend was een grafelijk kasteel in het Nederlandse dorp Sliedrecht, provincie Zuid-Holland. Het fungeerde als tolhuis voor het handelsverkeer op de Merwede.

## Geschiedenis
De oudste vermelding van Niemandsvriend dateert uit 1232: op een oorkonde van 1224 gaf graaf Floris IV tolvrijheid aan de Duitse Orde te Koblenz, maar een deel van de tekst is in 1232 doorgehaald en vervangen door een tekst waarin het tol van Nimansvrent wordt genoemd. Het tolhuis zal overigens van oudere datum zijn dan genoemde oorkonde en is mogelijk al in de 12e eeuw door graaf Floris III gebouwd. Hiermee behoorde het tot de oudste tolhuizen van Holland.
Tolhuis Niemandvriend stond dicht bij de dijk langs de Merwede, aan de grens van het graafschap Holland. Het werd door de graven ook gebruikt als verblijfplaats, waar ze onder andere charters uitvaardigden. Zo was Jan II van Holland er in 1303 en verbleef gravin Johanna van Valois in 1319 in het kasteel. Verschillende malen werd de tol ook in documenten genoemd: Floris V gaf in 1268 aan Aleid van Henegouwen een jaarrente, betaald uit de tolopbrengsten van Niemandsvriend.
Het tolhuis stond in 1333 op de vierde plek qua tolinkomsten. Door toenemend handelsverkeer met Duitsland via de Merwede namen de opbrengsten echter toe, waardoor het medio 14e eeuw op de tweede plaats kwam te staan, na het tolhuis van Geervliet.
In 1354 werd de tol echter door graaf Willem V verplaatst naar Woudrichem, omdat de grens van Holland naar het oosten was verschoven en er sluikhandel bij Gorinchem plaatsvond. Niemandsvriend bleef overigens nog wel bemand door een tolwacht. Ook werd de versterking nog gebruikt tijdens de Hoekse en Kabeljauwse twisten.
Het is niet bekend wanneer het tolhuis Niemandsvriend is afgebroken. Na 1360 zijn er geen meldingen meer bekend over het bouwwerk. De locatie was eind 16e eeuw een griend die door de vele overstromingen verwilderd was geraakt.
In 1983 vond archeologisch onderzoek plaats, maar dat leverde – mede door het aanwezige puin uit recente tijden - weinig op.

### Ambachtsheerlijkheid
De middeleeuwse ambachtsheerlijkheid Niemandsvriend was vernoemd naar het tolhuis. Het was een klein ambacht van slechts 206 morgen groot. Vanwege het kostbare dijkonderhoud was het tevens een arm ambacht. De eerst bekende heer was Theijlings Colekijn, in 1277.
Na 1369 werd niemand meer met het ambacht beleend. Mogelijk heeft de Hollandse graaf het ambacht in 1371 aan de toenmalige leenman persoonlijk afgestaan.

## Beschrijving
Het is onbekend hoe het tolhuis er uit heeft gezien, maar het moet een aanzienlijk kasteel zijn geweest: het kon immers dienen als verblijfplaats voor de Hollandse graven en hun gevolg. Ook beschikte het over een eigen kapel. 
Het terrein van de hoofdburcht was een vierkant met een afmeting van circa 25 bij 30 meter. De voorburcht was 70 bij 75 meter groot en had eveneens een vierkante vorm. Tot in de 19e eeuw waren de grachten nog herkenbaar in het landschap. 
Het gehele kasteelterrein is anno 2024 overbouwd. 
Bij het tolhuis zou een herberg hebben gestaan. De herberg Niemandsvriend – die later ook als tolgebouw diende – werd tussen 1592 en 1619 vervangen door nieuwbouw die de naam Engelenburgh (en later: Den Engel) kreeg. Tot midden 19e eeuw bleef de herberg als zodanig in gebruik. 

### Naamgeving
De naam Niemandsvriend zal slaan op de tolgaarder: de schippers die tol moesten betalen, beschouwden hem immers niet als een vriend. De naam was al in de 13e eeuw in gebruik.
Abbenbroek · Abspoel · Adegeest · Slot Alkemade ·  Altena · Arkelsburg · Bellesteyn · Huis ten Berghe · Binckhorst · Binnenhof · Blijdestein · Te Blotinghe · Boekenburg · Boekhorst · Boshuysen · Bulgersteyn · Burcht (Leiden) · Burcht (Voorne) · Slot Capelle · Coebel · Cranenburg · Crayestein · Cronesteyn · Crooswijk · Develstein · 't Huys Dever · Dirks Steenhuis · Ter Does · Duivenstein · Duivenvoorde · Endegeest · Endepoel · Foreest · Giessenburg · Gravensteen · Groot Haesebroek · 's Heeraartsberg · Hof van Wateringen · Holy · Slot Honingen · Kasteel van de Heren van Arkel · Kasteel van Gouda · Keenenburg · Kasteel Keukenhof · Klein Poelgeest · Huis te Langerak · Langestein · Huis te Liesveld · Ter Lips · De Loo · Madeburcht · Marenburch · Meerburg · Huis te Merwede · Huis ter Mey · Kasteel van der Meye · Niemandsvriend · Noordeloos · Oud-Berendrecht · Oud-Poelgeest · Oud Teylingen · Paddenpoel · Persijn · Groot Poelgeest · Hof van Putten · Puttensteyn · Landgoed De Raephorst · Kasteel Ravesteyn · Kasteel van Rhoon · Rijnegom · Rijnenburg · Huis te Riviere · Rodenburg · Hofstad Rodenrijs · Rodenrijs · Rosenburgh · Huis Roucoop · Santhorst · Schelluinderberg · Schonenburg · Kasteel van Schoonhoven · Souburgh · Spangen · Starrenburg · Huis ter Specke · Steenvoorde · Stenevelt · Slot Teylingen · Den Toll · Torenvliet · Slot Valckesteyn · Huis ter Waard · Warmont · Ter Weer · Hof van Wena · Kasteel Westerbeek · Huis te Woude · Kasteel van IJsselmonde · 't Zand · Huis Zevender · Kasteel aan de Zevender · Zijlhof · Zonneveld · Huis Zuidwijk · Zwieten